# Phuwiangvenator
Phuwiangvenator — рід целурозаврів з клади мегарапторів, що існував в пізньому баремському віці (бл. 129—125 млн років тому). Завдовжки близько 6 м. Рештки знайдені на території Таїланду.
Описано один вид — Phuwiangvenator yaemniyomi.